# Stora Hedtjärnen, Dalarna
Stora Hedtjärnen är en sjö i Vansbro kommun i Dalarna och ingår i Dalälvens huvudavrinningsområde. Sjön har en area på 0,0932 kvadratkilometer och ligger 245,9 meter över havet.

## Delavrinningsområde
Stora Hedtjärnen ingår i det delavrinningsområde (670617-141695) som SMHI kallar för Utloppet av Rutsjön. Medelhöjden är 267 meter över havet och ytan är 16,62 kvadratkilometer. Det finns inga avrinningsområden uppströms utan avrinningsområdet är högsta punkten. Rutån som avvattnar avrinningsområdet har biflödesordning 3, vilket innebär att vattnet flödar genom totalt 3 vattendrag innan det når havet efter 320 kilometer. Avrinningsområdet består mestadels av skog (37 procent) och sankmarker (48 procent). Avrinningsområdet har 1,52 kvadratkilometer vattenytor vilket ger det en sjöprocent på 9,1 procent.